# Droga wojewódzka nr 535
Droga wojewódzka nr 535 (DW535) – droga wojewódzka łącząca Rogóźno-Zamek (DK16) z Rogóźnem (stacja kolejowa).